# Zadnia Kapałkowa Czuba
Zadnia Kapałkowa Czuba (słow. Zadný Ľadový hrb) – turnia w Kapałkowej Grani w słowackiej części Tatr Wysokich. Jest to trawiasto-piarżysta bula położona w górnym fragmencie północno-zachodniej grani Małej Kapałkowej Turni. Jest położona ok. 15 m poniżej jej niższego wierzchołka i oddzielona Zadnią Kapałkową Przełączką, natomiast po przeciwległej stronie w grani tkwi Pośrednia Kapałkowa Czuba, odgraniczona Pośrednią Kapałkową Przełączką.
Południowo-zachodnie stoki Zadniej Kapałkowej Czuby opadają do Kapałkowej Równi w dolnej części Doliny Suchej Jaworowej, a na zachód spod szczytu opada do Doliny Jaworowej wybitny Zadni Kapałkowy Żleb. Z kolei północno-wschodnie stoki opadają ku Dolinie Czarnej Jaworowej.
Na wierzchołek nie prowadzą żadne znakowane szlaki turystyczne. Wejście dla taterników najprostsze jest od strony Zadniej Kapałkowej Przełączki, także z innych stron turnia jest łatwo osiągalna.
Pierwsze wejścia turystyczne:
- letnie – Gyula Komarnicki i Roman Komarnicki, 2 sierpnia 1909 r.,
- zimowe – Zofia Wysocka, Stefan Bernadzikiewicz i Wawrzyniec Żuławski, 25 kwietnia 1935 r.

Już dawniej na przełęcz wchodzili myśliwi z Jurgowa.